# Hanam Geomdansan (métro de Séoul)
Hanam Geomdansan (en coréen : 하남검단산역) est une station terminus de la ligne 5 du métro de Séoul. Elle est située dans la ville de Hanam. Elle est entrée en service le 27 mars 2021.

## Situation sur le réseau

Plan du réseau du métro de Séoul (2023)

Établie en souterrain, la station Hanam Geomdansan, est le terminus est de la branche Hanam de la ligne 5 du métro de Séoul : elle est située avant la station Hanam City Hall, en direction du terminus ouest Banghwa.

## Histoire
La station terminus Hanam Geomdansan est mise en service le 27 mars 2021, lors du prolongement de la Ligne 5 du métro de Séoul depuis Hanam Pungsan.

## Services aux voyageurs

### Desserte
Hanam Geomdansan est desservie par les rames omnibus qui circulent sur la ligne, et notamment celle qui prolongent sur la branche Hanam .

Installations
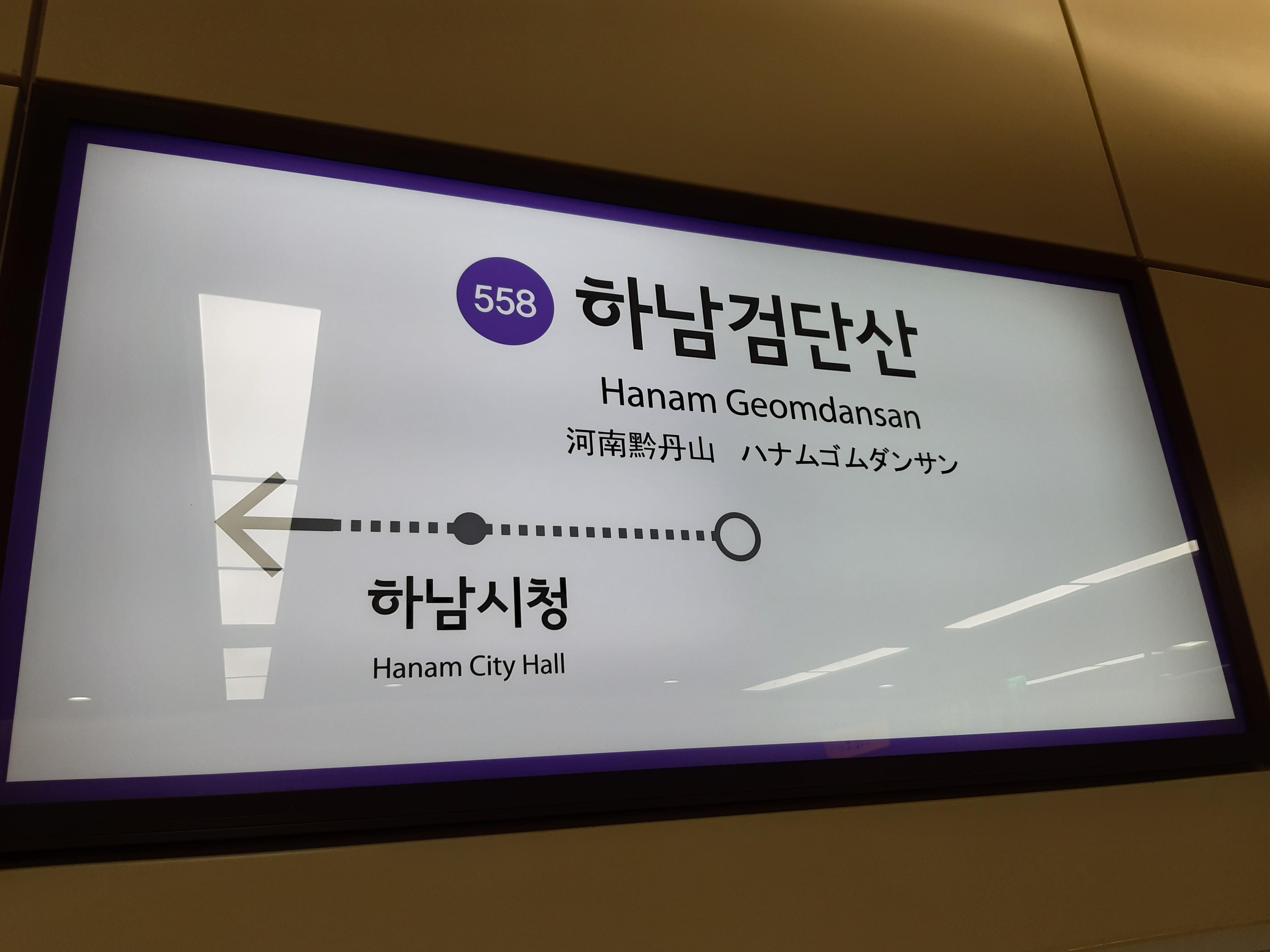
En 2021.
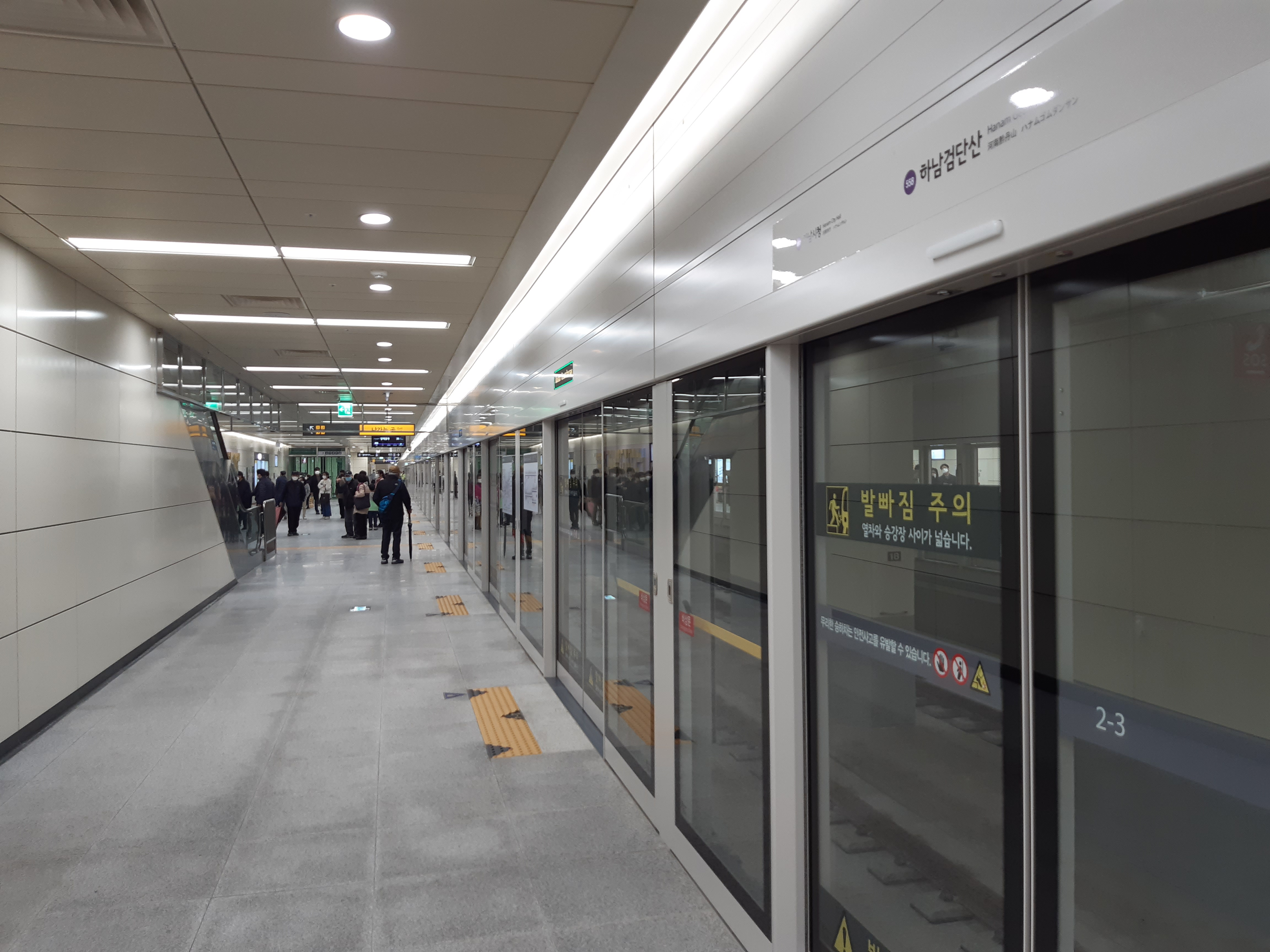
En 2021.

### Intermodalité
Des arrêts de bus sont situés à proximité.